# Resultante
Em matemática, a resultante de dois polinômios mônicos {\displaystyle P} e {\displaystyle Q} sobre um corpo {\displaystyle k} define-se como o produto:
{\displaystyle \mathrm {res} (P,Q)=\prod _{P(x)=0}\prod _{Q(y)=0}(y-x),\,}
Das diferenças de suas raízes, de onde {\displaystyle x} e {\displaystyle y} tomam valores no fecho algébrico de {\displaystyle k}. Para polinômios não-mônicos com coeficientes dominantes {\displaystyle p} e {\displaystyle q}, respectivamente, o produto acima é multiplicado por: 
{\displaystyle p^{\deg Q}q^{\deg P}.\,}

## Computação
- A resultante é o determinante da matriz de Sylvester.

- O produtório anterior pode ser reescrito como

{\displaystyle \mathrm {res} (P,Q)=\prod _{Q(y)=0}P(y)\,}
E esta expressão permanece invariante sem {\displaystyle P} reduz-se o módulo {\displaystyle Q}.

## Propriedades
- {\displaystyle \mathrm {res} (P,Q)=(-1)^{\deg P\cdot \deg Q}\cdot \mathrm {res} (Q,P)}
- {\displaystyle \mathrm {res} (P\cdot R,Q)=\mathrm {res} (P,Q)\cdot \mathrm {res} (R,Q)}
- Se {\displaystyle P'=P+R*Q} e {\displaystyle \deg P'=\deg P}, entãon {\displaystyle \mathrm {res} (P,Q)=\mathrm {res} (P',Q)}
- Se {\displaystyle X,Y,P,Q} possui o mesmo grau e {\displaystyle X=a_{00}\cdot P+a_{01}\cdot Q,Y=a_{10}\cdot P+a_{11}\cdot Q},

então {\displaystyle \mathrm {res} (X,Y)=\det {\begin{pmatrix}a_{00}&a_{01}\\a_{10}&a_{11}\end{pmatrix}}^{\deg P}\cdot \mathrm {res} (P,Q)}
- {\displaystyle \mathrm {res} (P_{-},Q)=\mathrm {res} (Q_{-},P)} onde {\displaystyle P_{-}(z)=P(-z)}